# 朴世摞
朴世摞（1983年3月10日—），韩国女子击剑运动员。她曾获得2006年亚洲运动会女子重剑个人金牌以及女子重剑团体银牌。她也参加了2010年亚洲运动会，获得女子重剑团体铜牌。